# Mycena juniperina

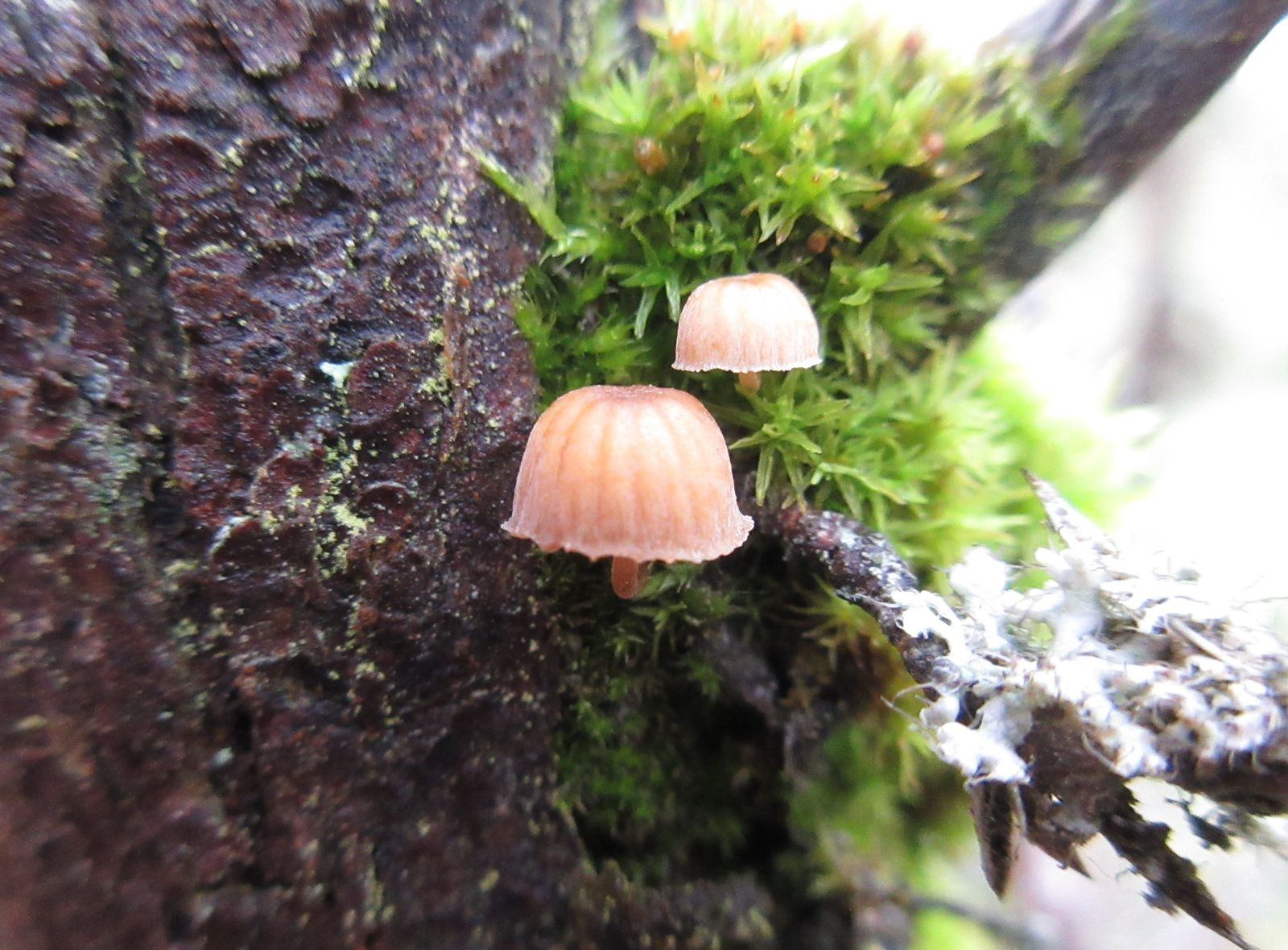

Mycena juniperina Aronsen – gatunek grzybów z rodziny grzybówkowatych (Mycenaceae).

## Systematyka i nazewnictwo
Pozycja w klasyfikacji według Index Fungorum: Mycena, Mycenaceae, Agaricales, Agaricomycetidae, Agaricomycetes, Agaricomycotina, Basidiomycota, Fungi.
Po raz pierwszy takson ten opisał w 1996 r. Arne Aronsen na drewnia jałowca pospolitego w Norwegii.

## Morfologia
Kapelusz
Średnica 2,5–8 mm, początkowo półkulisty do parabolicznego, w końcu wypukły, czasami nieco zagłębiony w środku lub z małą brodawką, wyraźnie bruzdowany. Powierzchnia oprószona, delikatnie biało-owłosiona lub nawet nieco kłaczkowata, bladobrązowa lub żółtawobrązowa, często ciemniejsza w środku. Brzeg jaśniejszy, czasami nawet białawy.
Blaszki
W liczbie (7-)10-12, sięgające trzonu, dość szerokie, nieco wznoszące się lub łukowate z wklęsłym lub wypukłym brzegiem, szeroko przyrośnięte i zbiegające ząbkiem, czasem daleko w dół trzonu, bladożółtawoszare lub beżowe. Brzeg białawo oprószony.
Trzon
Wysokość 3–5 mm, grubość 0,5 mm, równy lub nieco rozszerzony poniżej blaszek, a czasem także w kierunku podstawy, zakrzywiony, chrząstkowaty, pusty. Powierzchnia oprószona lub delikatnie owłosiona, beżowa do bladobrązowej, podstawa przyczepiona do podłoża drobnymi, białawymi, promieniście odbiegającymi włókienkami.
Miąższ
Bardzo cienki, białawy o niewyraźnym lub nieco kwaśnym zapachu i łagodnym, niewyraźnym smaku.
Cechy mikroskopowe
Podstawki 33–40 × 11–13,5 um, maczugowate, 4-zarodnikowe, ze sprzążkami i sterygmami o długości do 8 um. Zarodniki 8,8–12,3 × 8,1–10,5 um, Q =1,0–1,3, kuliste lub prawie kuliste, gładkie, amyloidalne. Cheilocystydy 22–40 × 7–11,5 µm, tworzące na brzegu blaszek sterylne pasy, maczugowate, pokryte nierównomiernie rozmieszczonymi, prostymi lub rozgałęzionymi, zakrzywionymi lub skręconymi, często nieregularnymi naroślami, 2–23 × 0,7–1,5 µm, ze sprzążkami. Pleurocystyd brak. Trama blaszek dekstrynoidalna, w odczynniku Melzera brązowawo winna. Skórka kapelusza zbudowana ze strzępek o szerokości 1,8–11,5 µm, splątanych, z cylindrycznymi, często zakrzywionymi, prostymi lub rozgałęzionymi naroślami. Strzępki warstwy korowej trzonu o szerokości 1,5–3,8 µm, z cylindrycznymi naroślami 1–6 × 1,5 µm, ze sprzążkami, obfite komórki końcowe, 23–43 µm długości, maczugowate, różnie uchyłkowate.
Gatunki podobne
Mycena juniperina jest łatwa do odróżnienia od innych grzybówek po kolorze kapelusza i wzroście na jałowcu. Cechy mikroskopowe wykazują podobieństwa do szeroko rozpowszechnionych gatunków grzybówka purpurowobrązowa Mycena meliigena i Mycena pseudocorticola, ale wśród kilku różnic gatunki te rosną wyłącznie na korze drzew liściastych i mają inny kolor zarówno kapelusza, jak i trzonu.

## Występowanie i siedlisko
Mycena juniperina znany jest tylko w Europie. Brak go w opracowanym w 2003 r. przez Władysława Wojewodę zestawieniu wielkoowocnikowych grzybów podstawkowych Polski, ale jego stanowiska podano w latach późniejszych.
Występuje w rozproszeniu lub w małych grupach na korze żywych jałowców Juniperus (czasem porośniętej mchem). Podano jego występowanie na korze jałowca pospolitego, jałowca greckiego Juniperus excelsa, jałowca kolczastego J. oxycedrus i bardzo rzadko na innych żywicielach. Owocniki tworzy od późnej jesieni do zimy.